# Hermann Braun (herec)
Hermann Braun (1. listopadu 1917, New York - 18. nebo 20. ledna 1945 poblíž Litzmannstadtu) byl německý herec.

## Život
Herman Braun se narodil v New Yorku jako syn operního pěvce Carla Brauna, který zde měl v té době angažmá a divadelní herečce Gertrudě Botz. Hned po skončení první světová války se vrátili domů do Berlína. Pro film byl objeven už v patnácti letech, když se hledal mladý herec pro roli Heiniho Völkera v propagandistickém filmu Hitlerjunge Quex. Braun ale vážně onemocněl a rolo získal Jürgen Ohlsen. Herman ale ve filmu ztvárnil vedlejší roli. 
Po uzdravení navštěvoval hereckou školu v Berlíně a poté nastoupil do městského divadla v Bochumi. Později našel práci na malé scéně berlínského divadla Staatstheaters Berlin, kde mimo jiné účinkoval pod Gustafem Gründgensem. Jakožto blonďatý herec odpovídal Braun ideálnímu obrazu áríjce, byl proto využíván především v tendenčních filmech s rolemi cílevědomých, někdy bouřlivých mladých mužů v uniformě. Zpočátku dostával malé role, od roku 1937 získával role hlavní. 
Přestože ve filmech ztvárňoval vojáky byl Braun osvobozen od vojenské služby. Zatímco jeho otec byl aktivním podpůrcem nacistického režimu, Herman Braun zastával protinacistické postoje a později odešel z filmového průmyslu. Ve čtyřiadvaceti letech (1941) byl odveden a poslán na frontu. Nejprve jako člen souboru berlínského vojenského divadla pro pobavení vojáků wehrmachtu, nakonec ale byl povolán do zbraně, bojovat proti Sovětům. V lednu 1945 padl během prudkých bojů u dnešní Lodže. Pohřben je na vojenském hřbitově Joachimów-Mogiły.

## Filmografie
- 1933: Hitlerjunge Quex
- 1933: Der Jäger aus Kurpfalz
- 1934: Ferien vom Ich
- 1934: Punks kommt aus Amerika
- 1935: Achte mir auf aufs Gakeki
- 1935: Traumulus
- 1936: Ritt in die Freiheit
- 1938: Jugend
- 1938: Die fromme Lüge
- 1938: Was tun, Sybille?
- 1939: Verwandte sind auch Menschen
- 1939: D III 88
- 1940: Der Fuchs von Glenarvon
- 1940: Kampfgeschwader Lützow
- 1941: Kleine Mädchen – große Sorgen